# Nicolas Labrousse
Nicolas Labrousse, francoski admiral, * 17. julij 1807, † 22. avgust 1871.